# Sedum morganianum
Очиток Моргана (Sedum morganianum) — вид рослин родини Товстолисті.

## Назва
В англійській мові має назву «хвіст віслюка» (англ. donkey tail). 
Видова назва дана на честь американського любителя сукулентів Мередита Волтера Моргана.

## Опис
Привабливий сукулент із звисаючими задерев'янілими біля основи стеблами. М'ясисті листки зелено-синього кольору до 2 см. Невеликі червоні квіти з'являються навесні.

## Поширення та середовище існування
Походить ймовірно з Мексики, проте жодного разу не було знайдено у дикій природі. Історія його приручення не зрозуміла.

## Галерея

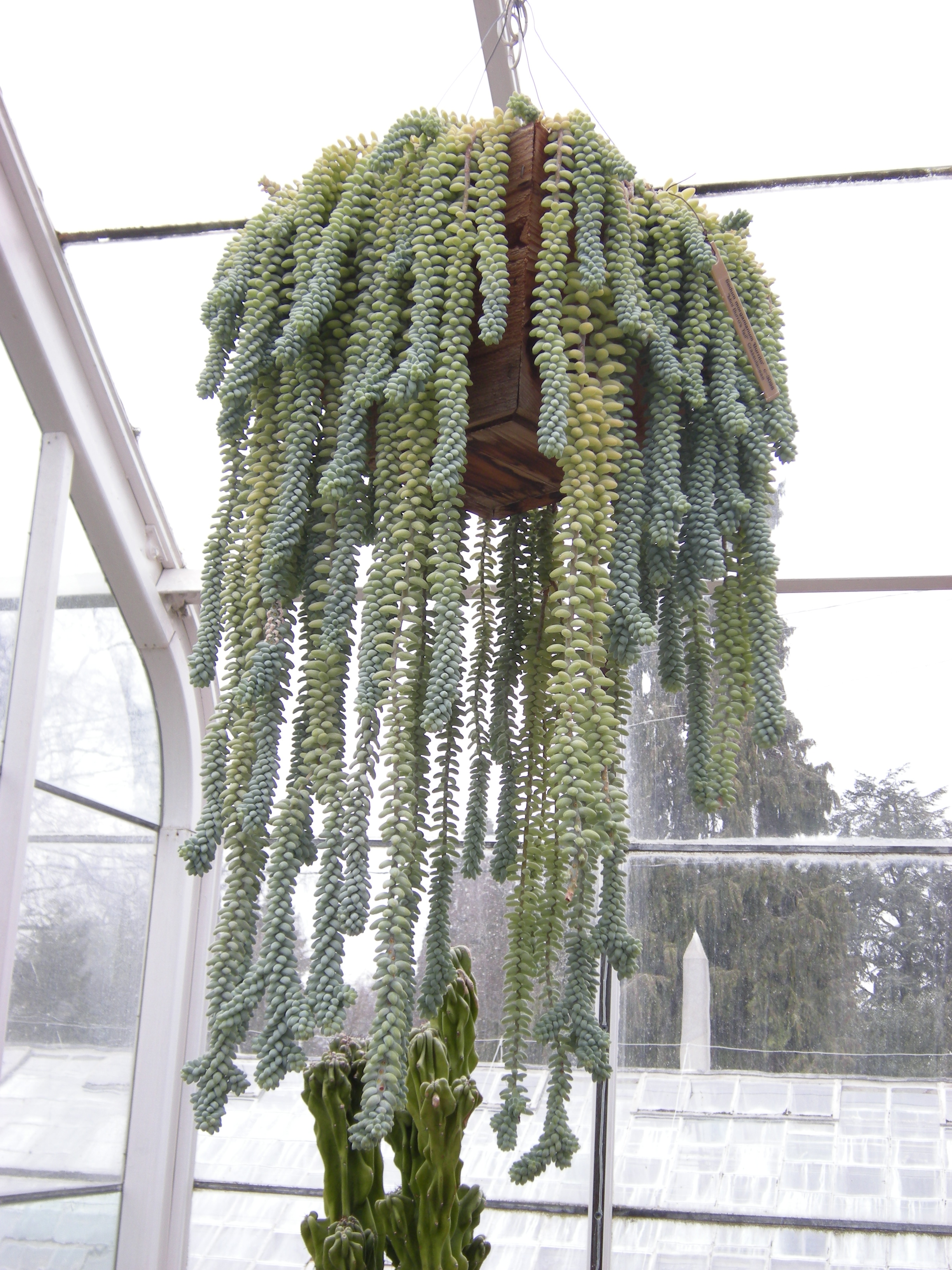
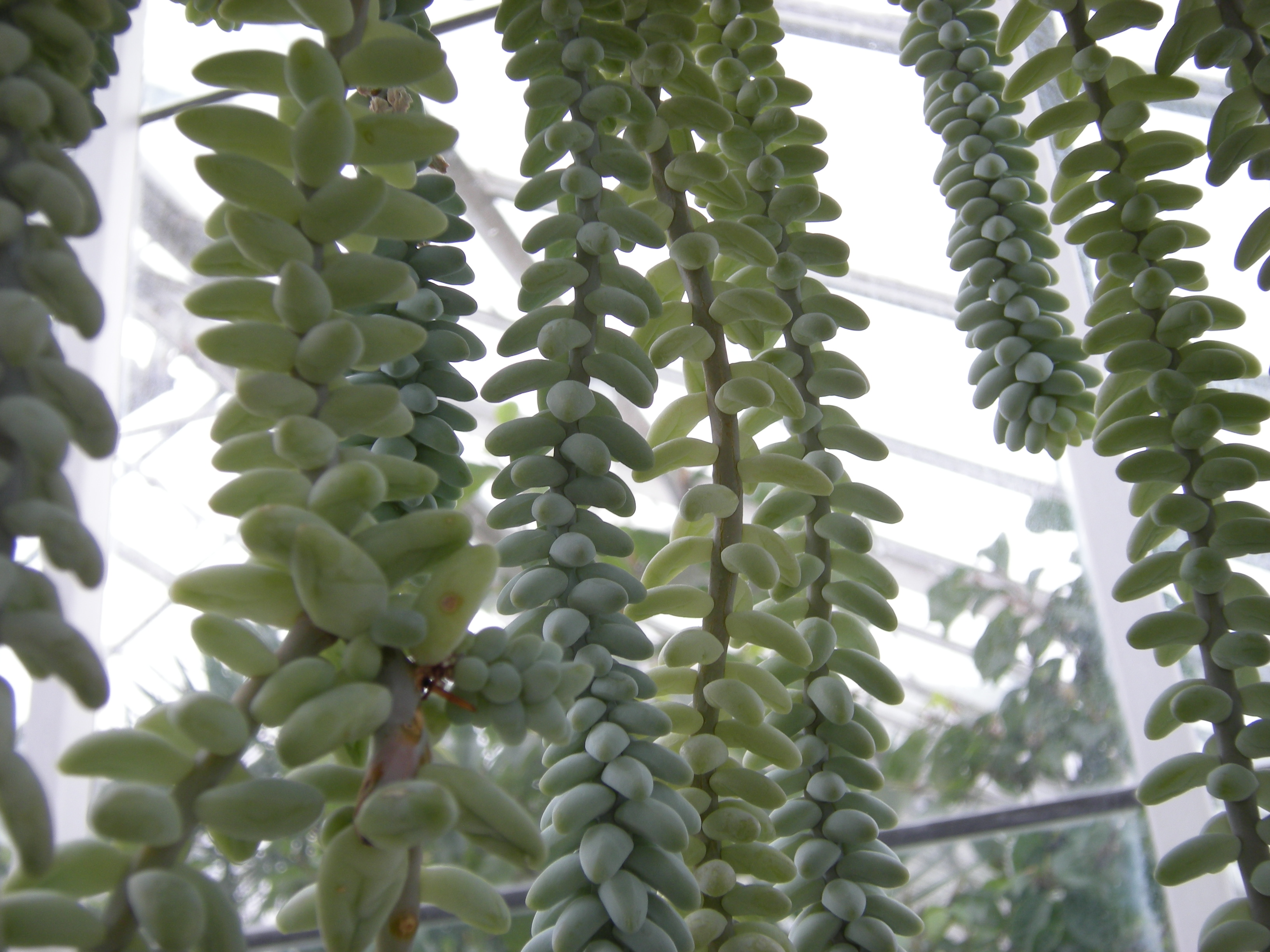
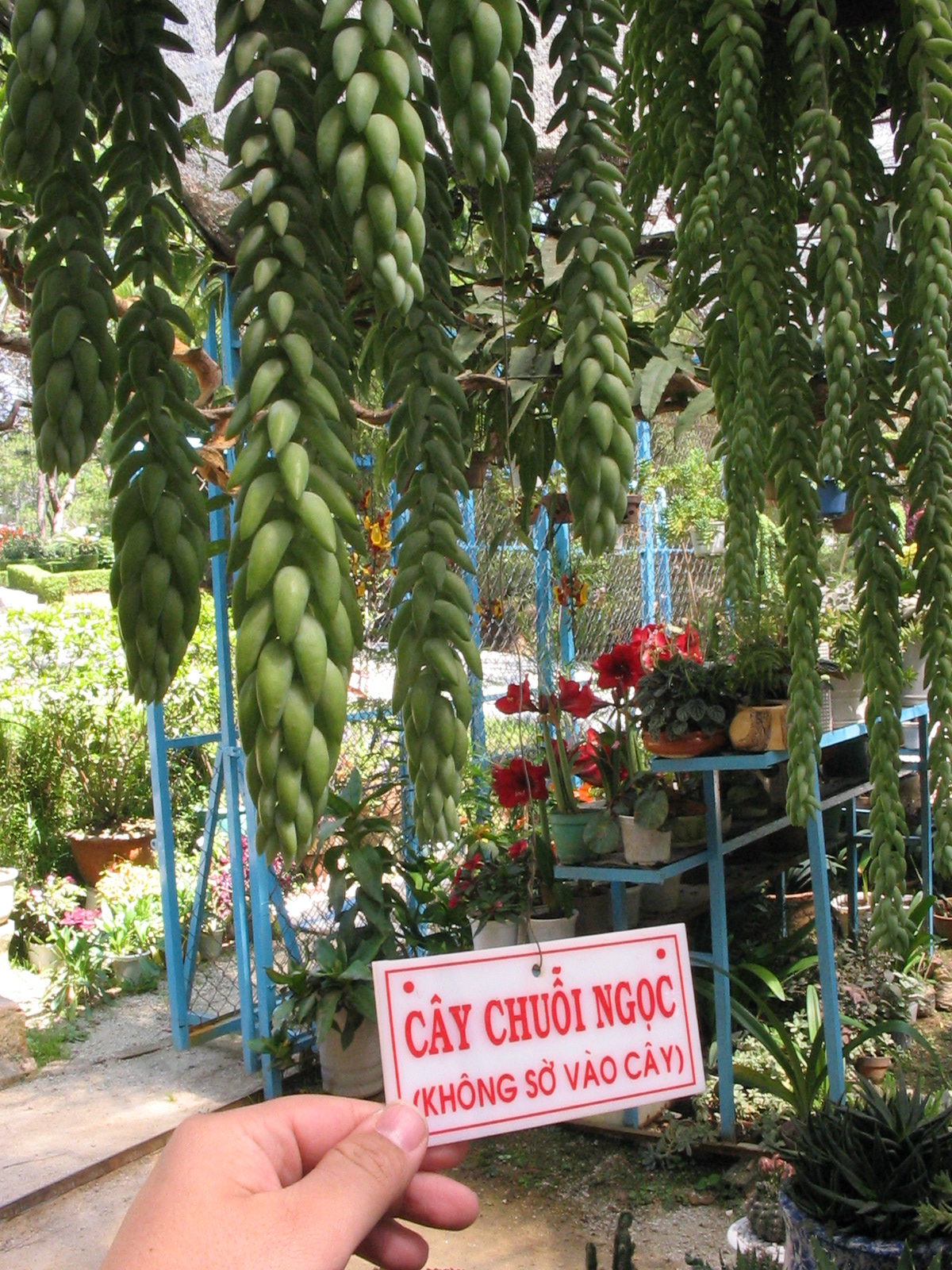
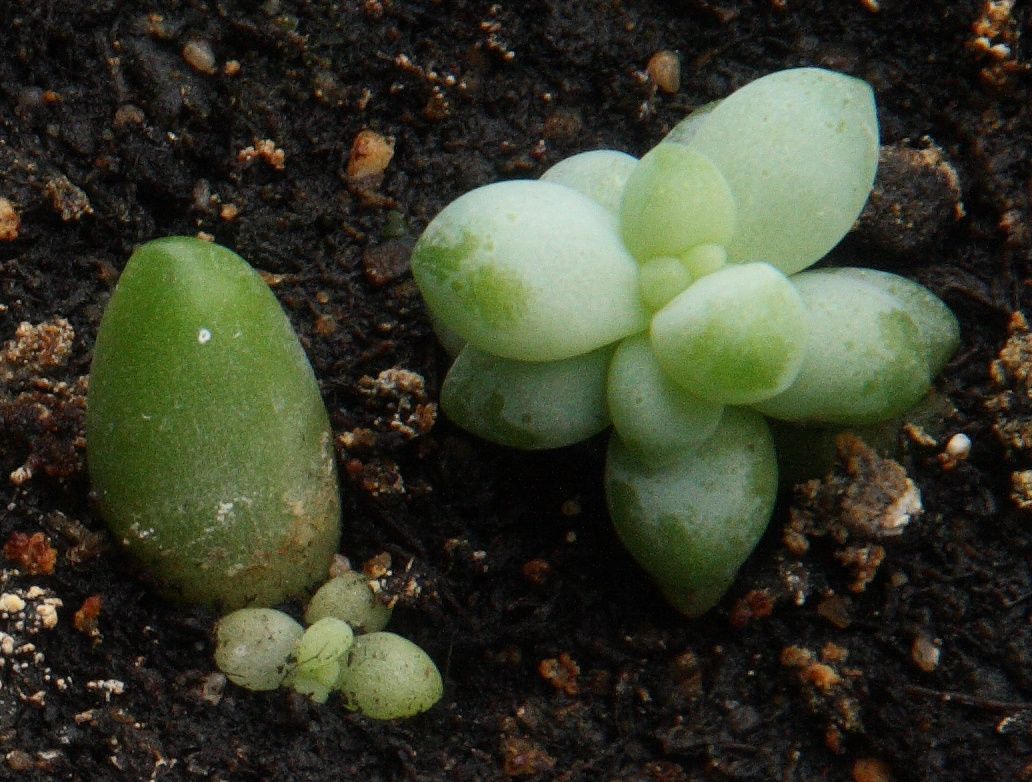
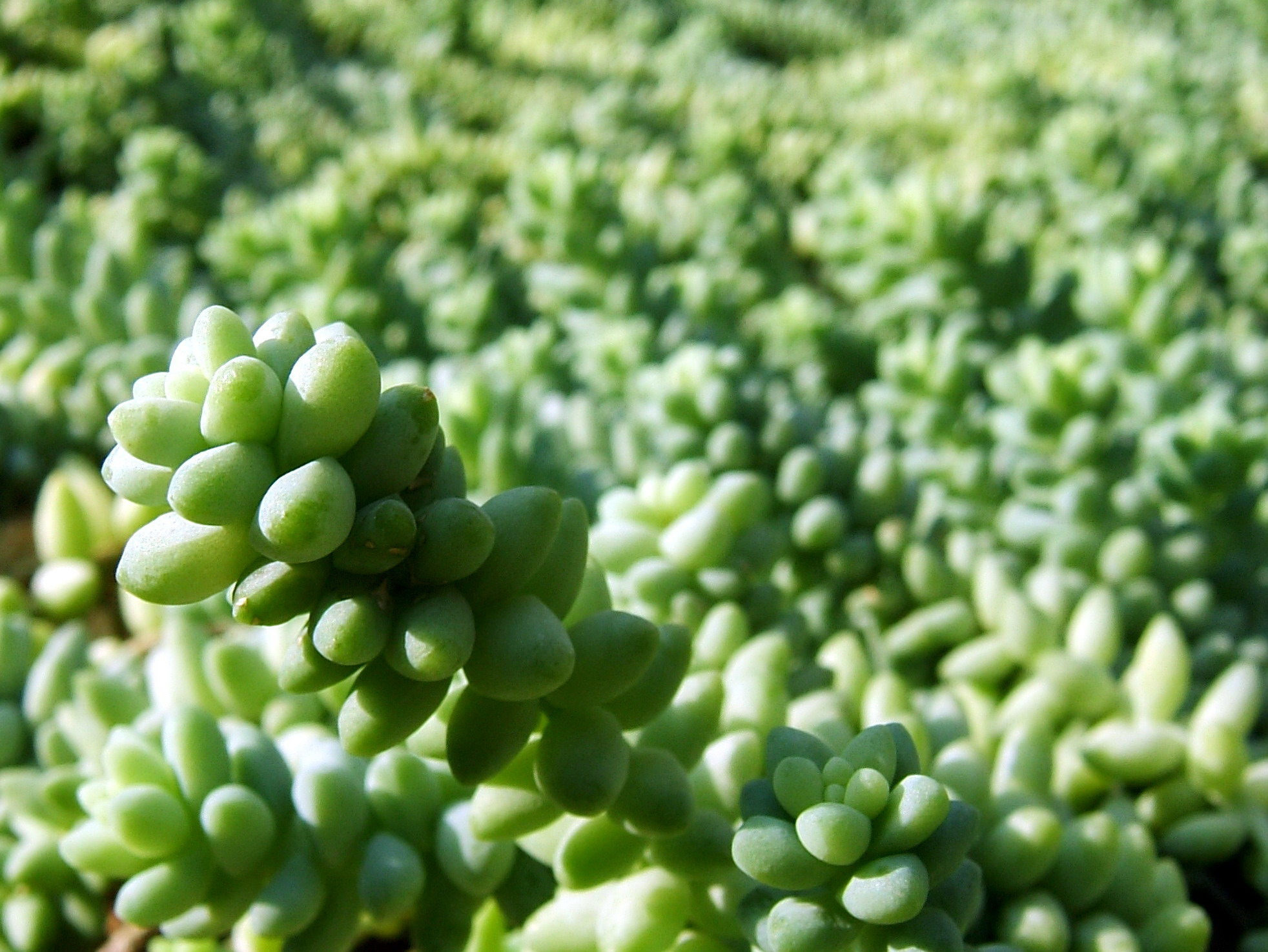

## Практичне використання
Вирощується як декоративна рослина.